# Janastana erupta
Janastana erupta är en insektsart som först beskrevs av Melichar 1932.  Janastana erupta ingår i släktet Janastana och familjen dvärgstritar. Inga underarter finns listade i Catalogue of Life.